# Синицын, Дмитрий Владимирович
Дмитрий Сини́цын (род. 29 октября 1973 года в Свердловске) — российский двоеборец, двукратный бронзовый призёр чемпионата мира 1999 года.

## Спортивная карьера
Проходил подготовку в екатеринбургском Училище олимпийского резерва № 1 под руководством заслуженного тренера Владислава Николаевича Рожка. Также был подопечным Леонида Головырских.
Наивысшего результата Дмитрий Синицын добился на чемпионате мира 1999 года в Рамзау, где он выиграл 2 бронзовые медали в индивидуальной гонке на 15 км и командном первенстве.
Принимал участие в зимних Олимпийских играх 1998 года, где занял 10 место в индивидуальной гонке.
Лучшими результатами Дмитрия Синицына на этапах Кубка мира являются три 4-х места в индивидуальных соревнованиях.
Мастер спорта России международного класса.